# Frankfort (Ohio)
Frankfort és una població dels Estats Units a l'estat d'Ohio. Segons el cens del 2000 tenia 1.011 habitants.

## Demografia
Segons el cens del 2000, Frankfort tenia 1.011 habitants, 442 habitatges, i 274 famílies. La densitat de població era de 697,1 habitants per km².
Dels 442 habitatges en un 29,4% hi vivien nens de menys de 18 anys, en un 45,7% hi vivien parelles casades, en un 13,3% dones solteres, i en un 38% no eren unitats familiars. En el 35,3% dels habitatges hi vivien persones soles el 19,7% de les quals corresponia a persones de 65 anys o més que vivien soles. El nombre mitjà de persones vivint en cada habitatge era de 2,29 i el nombre mitjà de persones que vivien en cada família era de 2,95.
Per edats la població es repartia de la següent manera: un 24,3% tenia menys de 18 anys, un 7,6% entre 18 i 24, un 28% entre 25 i 44, un 22,4% de 45 a 60 i un 17,7% 65 anys o més.
L'edat mediana era de 40 anys. Per cada 100 dones de 18 o més anys hi havia 78,7 homes.
La renda mediana per habitatge era de 2.262 $ i la renda mediana per família de 3.365 $. Els homes tenien una renda mediana de 4.417 $ mentre que les dones 2.000 $. La renda per capita de la població era de 1.259 $. Aproximadament l'11,6% de les famílies i el 16,7% de la població estaven per davall del llindar de pobresa.

## Poblacions més properes
El següent diagrama mostra les poblacions més properes.